# Брана Јовановић
Бранислав „Брана“ Јовановић (Београд, 5. септембар 1933 — Београд, 11. јул 2002) је био српски ликовни уметник и стрипар, високо цењен од публике и критике. Најпознатији је био по деценијском илустровању главних „Политикиних“ издања.

## Биографија
Након дипломирања Архитектонском факултету у Београду сасвим се посветио илустрацији и стрипу.
Прве илустрације је објавио 1953, а од 1960. је сарађивао са недељником Илустрована Политика. Од 1965. је радио и за Политикин Базар, чији је касније био графички дизајнер и уметнички директор. Илустровао је дневни лист Политика, магазине Политикин Забавник, РТВ ревију, НИН...
За едицију „Никад робом“ је од 1966. до 1968. објавио три запажена стрипа: „Кад митраљез умукне“, „Крваво свитање“ и „Барјак над Србијом“.